# Tătaru
Pour les articles homonymes, voir Tataru.
Tătaru est une commune roumaine du județ de Prahova, dans la région historique de Valachie et dans la région de développement du Sud.

## Géographie
La commune de Tătaru est située dans l'est du județ, dans les collines du piémont des Carpates courbes, à 15 km au nord-ouest de Mizil et à 35 km au nord-est de Ploiești, le chef-lieu du județ.
La municipalité est composée des trois villages suivants (population en 1992) :
- Podgoria (648) ;
- Siliștea ;
- Tătaru (526), siège de la commune.

## Démographie
Lors de ce recensement de 2011, 98,86 % de la population se déclare roumaine (1,13 % ne déclare pas d'appartenance ethnique).

### Religions
En 2002, la composition religieuse de la commune était la suivante :
- Chrétiens orthodoxes, 100 %.

## Politique
| Parti | Parti                                      | Sièges |
| ----- | ------------------------------------------ | ------ |
|       | Parti national libéral (PNL)               | 6      |
|       | Parti social-démocrate (PSD)               | 1      |
|       | Alliance des libéraux et démocrates (ALDE) | 1      |
|       | Parti Mouvement populaire (PMP)            | 1      |

## Économie
L'économie de la commune repose sur l'agriculture.

## Communications

### Routes
- direction ouest, DJ102R vers Gornet-Cricov et la vallée de la Cricovul Sărat.
- direction est, DJ102R vers Călugăreni.
- direction nord, DJ238 vers Sângeru.
- direction sud, DJ238 vers Fântânele, Mizil et la route nationale DN1B Ploiești-Buzău.